# Hřib žlučník
Hřib žlučník (Tylopilus felleus (Bull.) P. Karst. 1881), též zvaný hřib žlučový, lidově také hořčák nebo žlučák, je široce rozšířený druh nejedlé hřibovité houby.
Rourky, v mládí bělavé, postupně získávají růžový odstín. Třeň kryje žlutavě okrová síťka. Dužnina má výrazně hořkou chuť. Roste v jehličnatých a i listnatých lesích, především v mykorhize se smrky a borovicemi. Vrchol fruktifikace nastává v srpnu a září.

## Galerie

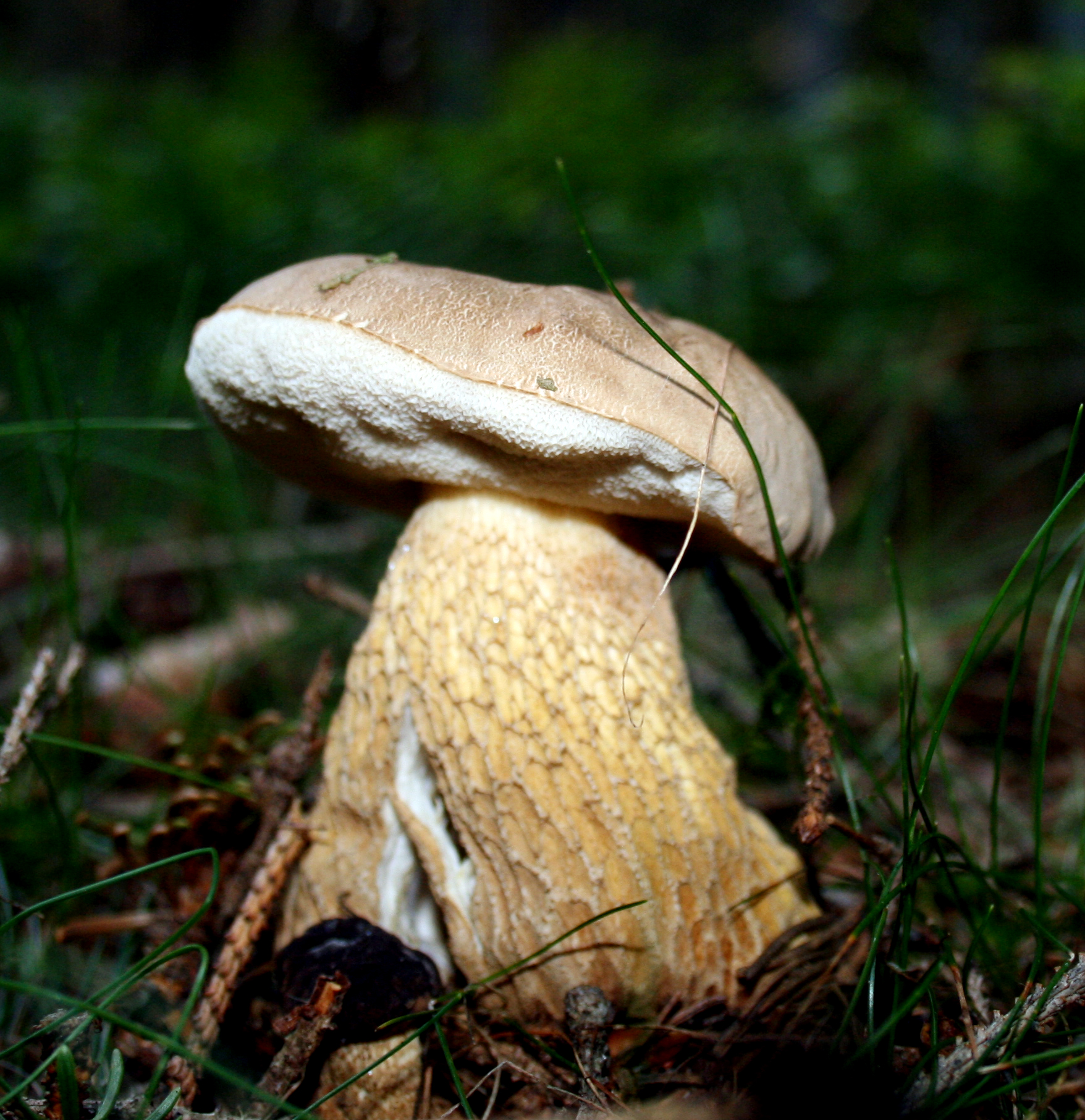
detail
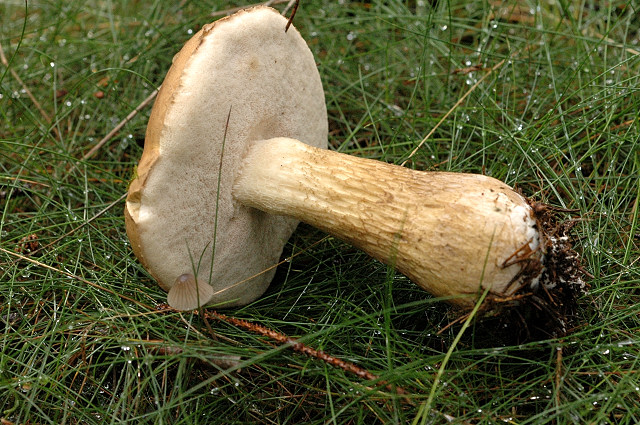
starší plodnice
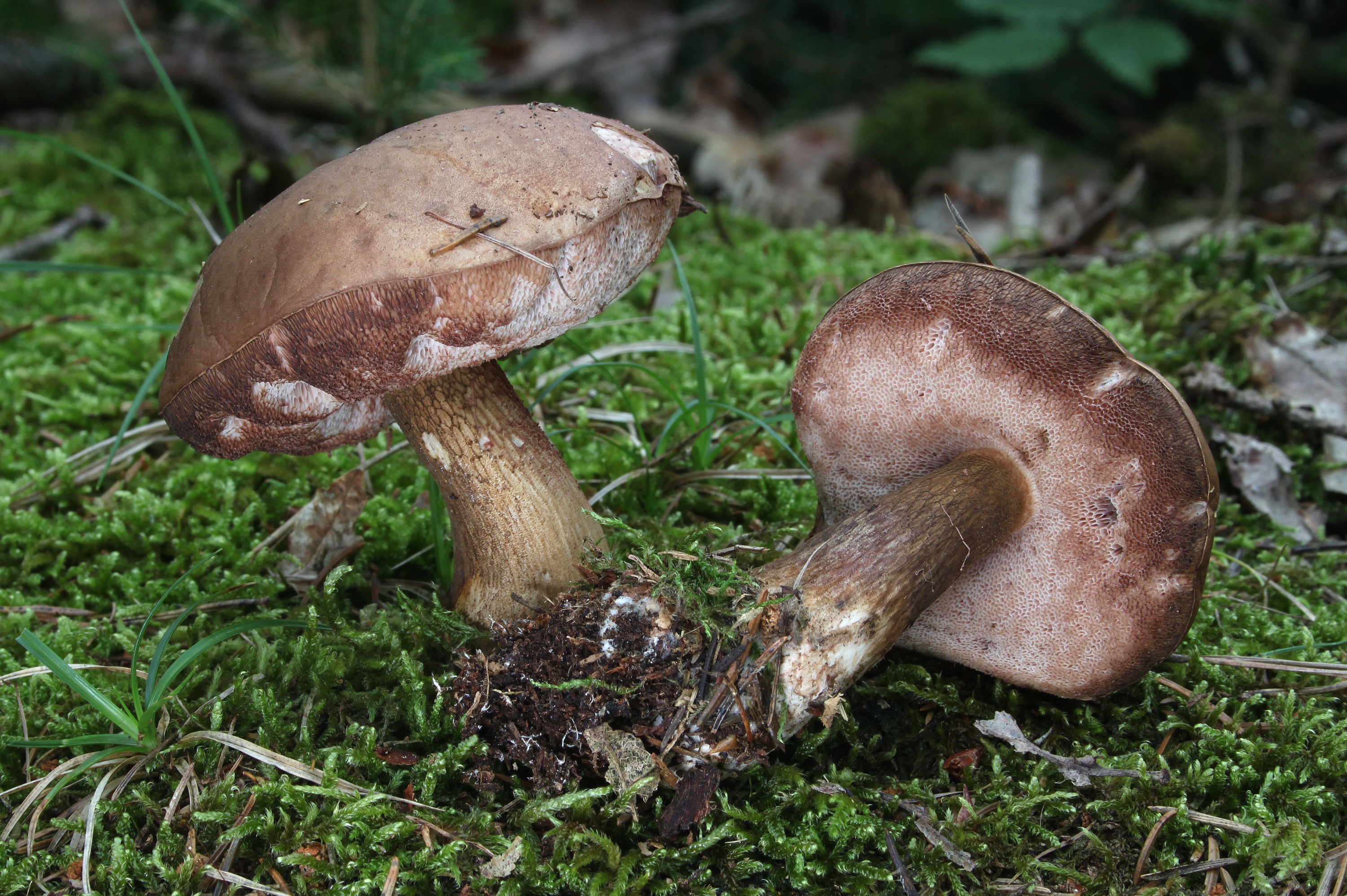
starší plodnice
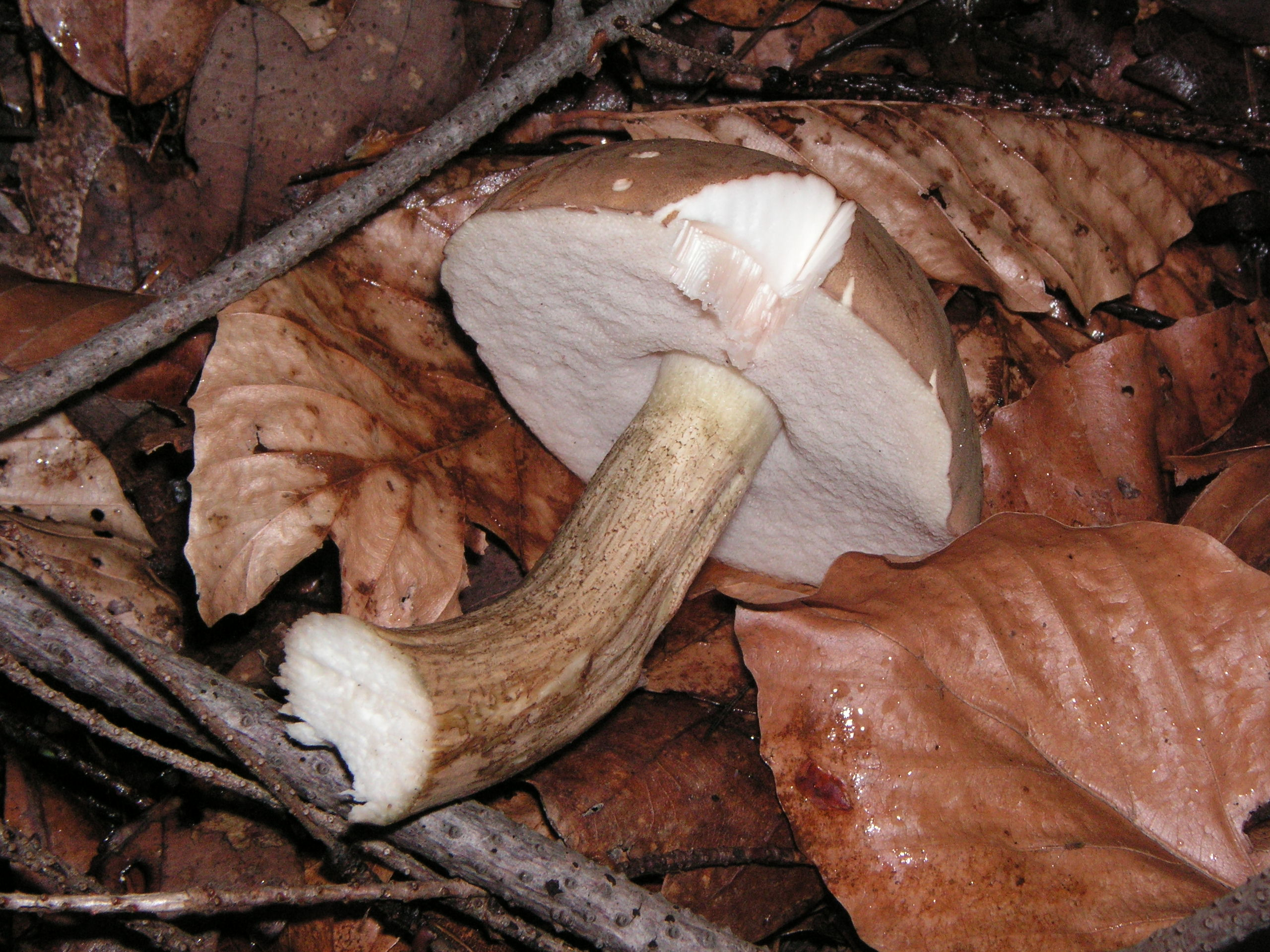
detail po sběru
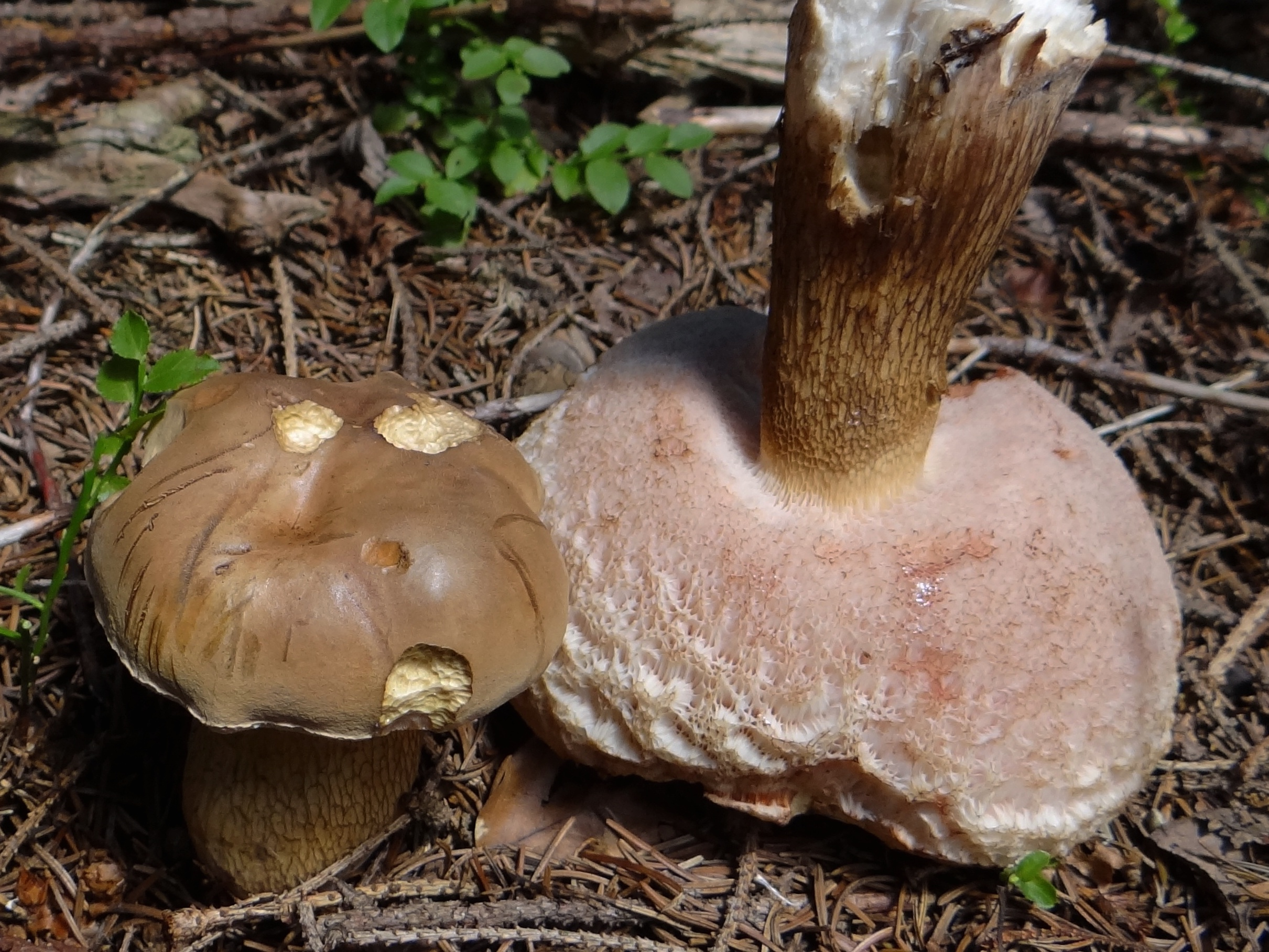
starší a mladá plodnice
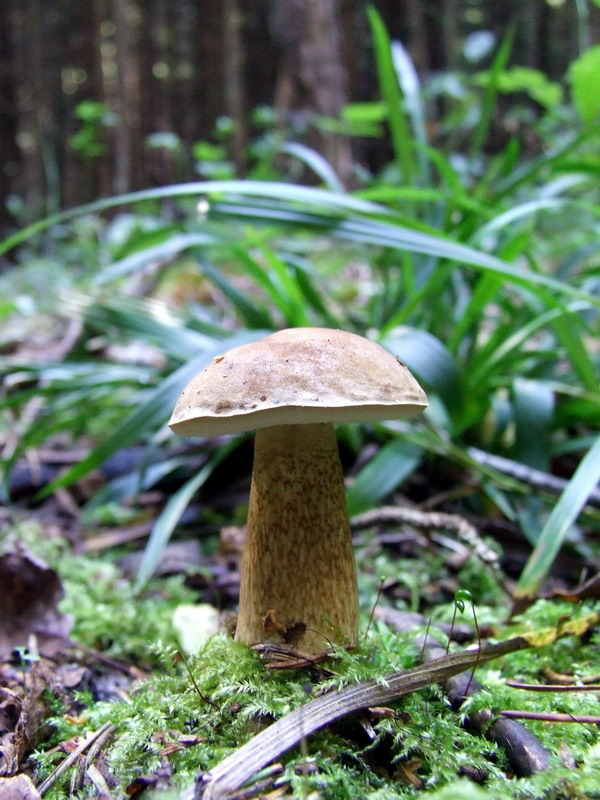
v lese
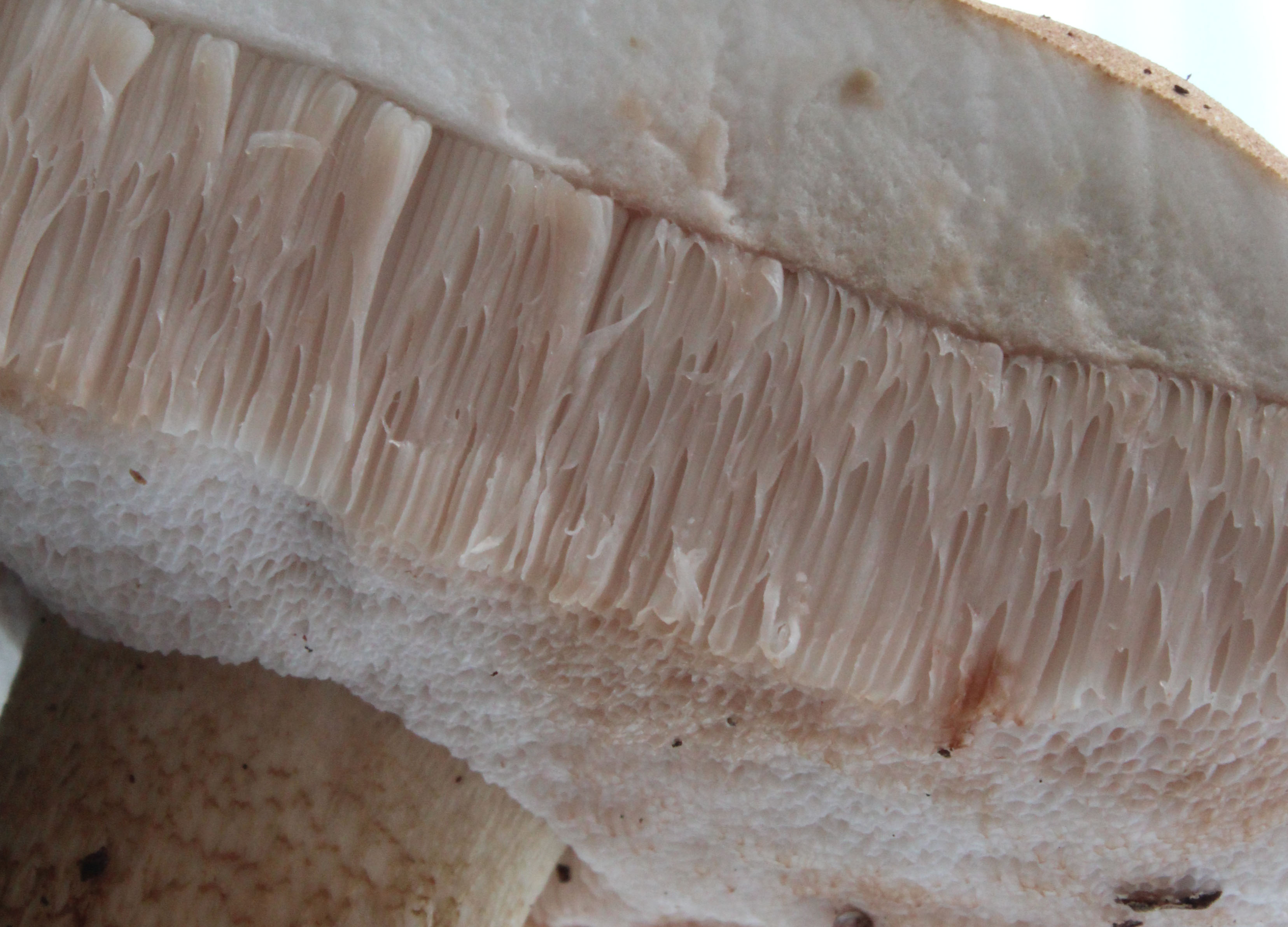
detail řezu kloboukem
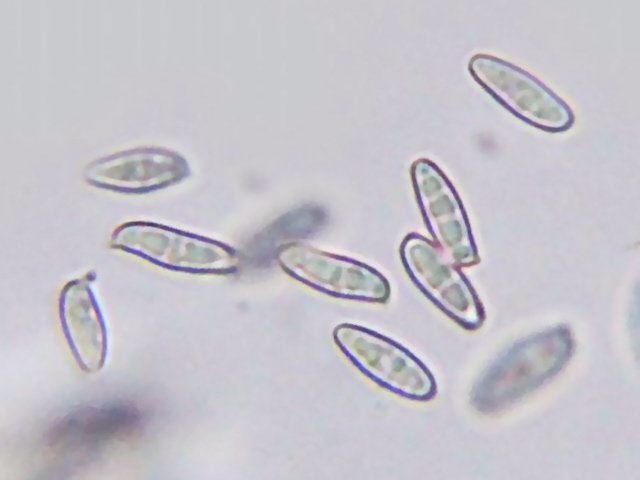
výtrusy
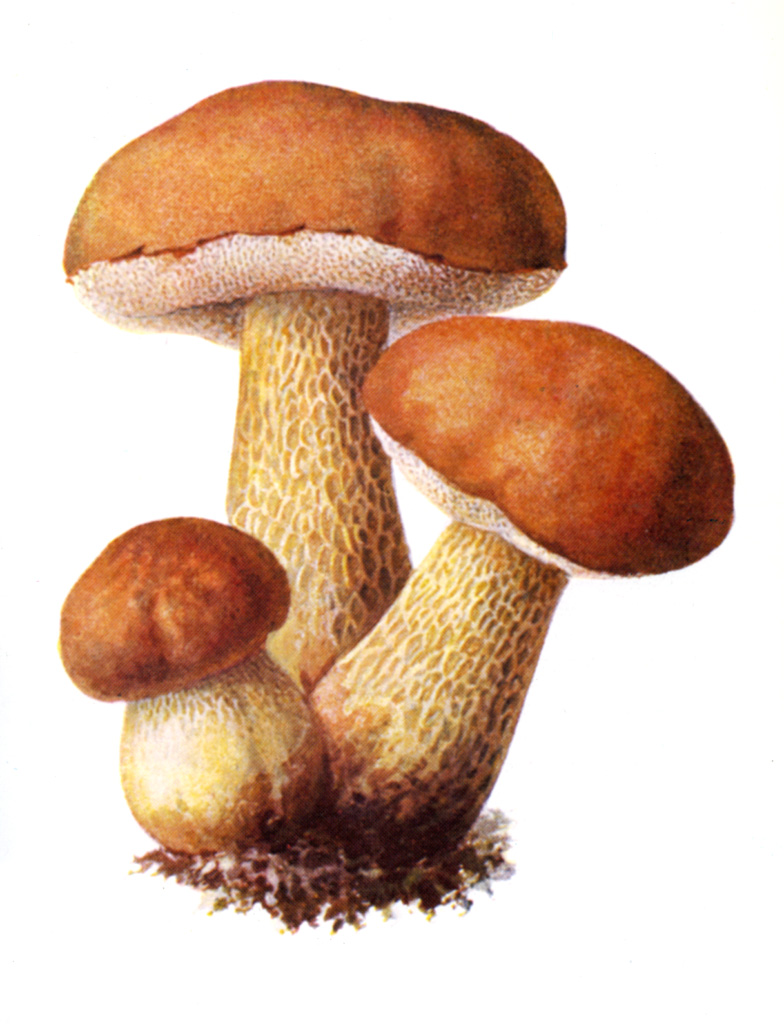
ilustrace